# 미나미아라코역
미나미아라코역(일본어: 南荒子駅, みなみあらこえき)은 일본 아이치현 나고야시 나카가와구에 위치한 나고야 임해 고속 철도 니시나고야코 선의 역이다. 역 번호는 AN05이다. 계획 시 가칭은 "와카야마초"였다.
지역 주민들의 휴식처인 야마지오 녹도의 중간 지점에 있다.

## 역 구조
섬식 승강장 1면 2선의 성토 위에 있는 고가역이다. 배리어 프리 대응으로 엘리베이터를 1기 배치하였다. 1,2번 선 승강장에 안전 대책으로서 스크린도어가 설치되어 있다.
일부 시간에만 역무원의 있는 순회역이자 나카지마역이 본 역을 관리하고 있다.

### 승강장
| 1 | ■ 아오나미 선 (하행) | 긴조후토 방면       |
| 2 | ■ 아오나미 선 (상행) | 아라코・나고야 방면 |

## 역 주변
- 야마지오 녹도
- 후지콘겐샤(마에다 토시이에 출생지)
- 나고야 화물 터미널 역 - JR 화물 나고야 임해 고속 철도선
- 나고야 시립 나가라 초등학교

## 역사
- 2004년 10월 6일: 영업 개시.

## 인접역
| 나고야 임해 고속 철도 ■ 니시나고야코 선 (아오나미 선) | 나고야 임해 고속 철도 ■ 니시나고야코 선 (아오나미 선) | 나고야 임해 고속 철도 ■ 니시나고야코 선 (아오나미 선) |
| ----------------------------------------------------- | ----------------------------------------------------- | ----------------------------------------------------- |
| AN04 아라코 나고야 방면                               |                                                       | 나카지마 AN06 긴조후토 방면                           |